# Condado de York (Maine)
El condado de York (en inglés: York County) fundado en 1636 es un condado en el estado estadounidense de Maine. En el 2000 el condado tenía una población de 186.742 habitantes en una densidad poblacional de 73 personas por km². La sede del condado es Alfred.

## Geografía
Según la Oficina del Censo, el condado tiene un área total de 3292 km² (1271,0 mi²), de la cual 2567 km² (991,1 mi²) es tierra y 725 km² (279,9 mi²) (22.06%) es agua.

### Condados adyacentes
- Condado de Oxford - norte
- Condado de Cumberland - noreste
- Condado de Rockingham - suroeste
- Condado de Strafford - oeste
- Condado de Carroll - noroeste

## Demografía
En el 2000 la renta per cápita promedia del condado era de $43,630, y el ingreso promedio para una familia era de $51,419. En 2000 los hombres tenían un ingreso per cápita de $36,317 versus $26,016 para las mujeres. El ingreso per cápita para el condado era de $21,225. Alrededor del 8.20% de la población estaba bajo el umbral de pobreza nacional.

## Ciudades y pueblos
- Acton
- Alfred
- Arundel
- Berwick
- Biddeford
- Buxton
- Cornish
- Dayton
- Eliot
- Hollis
- Kennebunk
- Kennebunkport
- Kittery
- Lebanon
- Limerick
- Limington
- Lyman
- Newfield
- North Berwick
- Ogunquit
- Old Orchard Beach
- Parsonsfield
- Saco
- Sanford
- Shapleigh
- South Berwick
- Waterboro
- Wells
- York